# Cefnamwlch
Cefnamwlch (auch Coetan Arthur genannt) ist ein Portal Tomb in einem Rundcairn etwa 1,5 km von Tudweiliog, an der Flanke des Mynydd Cefnamwlch auf der Lleyn-Halbinsel in Gwynedd in Wales.
Das Portal Tomb hat einen von drei Stützsteinen getragenen Deckstein von 3,1 m Länge und 2,6 m Breite. Die Unterseite des Steins ist flach und liegt 1,2 m über dem Boden fast horizontal. Der Südwesten wurde möglicherweise durch einen vierten Stein verschlossen.
Das Portal Tomb besteht aus den Resten eines runden Cairns aus der Jungstein- oder Bronzezeit. Eine weitere große Steinplatte liegt nördlich der Kammer.
Auf der Westseite von Foel Meyllteyrn liegen Steinbrüche und Urnenbestattungen aus der Frühbronzezeit und auf dem Friedhof von St. Peter’s, Meyllteyrn, befindet sich ein Menhir.